# Sciophila ochracea
Sciophila ochracea är en tvåvingeart som beskrevs av Walker 1856. I den svenska databasen Dyntaxa används istället namnet Sciophila pomacea. Sciophila ochracea ingår i släktet Sciophila och familjen svampmyggor. Arten är reproducerande i Sverige. Inga underarter finns listade i Catalogue of Life.